# میلنثورپ
میلنثورپ (به انگلیسی: Milnthorpe) یک شهرک و محله مدنی در بریتانیا است که در South Lakeland واقع شده‌است. میلنثورپ ۲٬۱۹۹ نفر جمعیت دارد.